# Oscar Filho
Oscar Francisco de Moraes Junior, más conocido por su nombre artístico, Oscar Filho (Atibaia, 22 de agosto de 1978) es un actor, humorista, periodista y escritor brasileño. En el humor desde 2003, es reconocido como uno de los precursores del movimiento de la comedia stand-up en Brasil en 2005 fundando el Clube da Comédia Stand-Up, responsable del movimiento inicial en São Paulo, Brasil. Debutó con su solo de stand-up, Putz Grill... en 2008, estuvo al aire durante 11 años y lo lanzó como álbum en 2020. Además de haber participado en numerosos programas y documentales sobre stand-up en TV e internet. Escribió su primer libro, Autobiografía Não Autorizada en 2014 con un prólogo de Danilo Gentili que dio lugar a su segundo solo de stand-up titulado Alto - Biografía Não Autorizada en 2020.
Debutó en TV en 2008 con el programa CQC - Custe o Que Custar, en Rede Bandeirantes. En canales cerrados, realizó un especial de stand-up para Comedy Central, participó en el reality de supervivencia Desafio Celebridades en Discovery Channel y en sitcoms en el canal Multishow como Aí Eu Vi Vantagem y cuatro temporadas de Xilindró. De regreso a la TV abierta, participó en el programa Tá no Ar, de Globo, en la cuarta temporada de Dancing Brasil on Record, en la serie documental Era Uma Vez Uma História na Rede Bandeirantes y cocondujo el Programa da Maisa en SBT y FOX. En 2022 finalizó el rodaje de la película Escola de Quebrada, producida por Paramount+ y KondZilla y la serie Marcelo Marmelo Martelo producida por Paramount+.